# Бозон Вьеннский

Каролингская Европа в 880 году

Бозон Вьеннский (Бозон III; фр. Boson; ок. 825/828 — 11 января 887) — граф Вьенна и Лиона в 871—880 годах, граф Берри в 872—876 годах, герцог Италии в 875—876 годах, герцог Прованса в 875—879 годах, вице-король Италии в 876—879 годах, граф Макона и Шалона в 877—880 годах, Отёна в 879—880 годах, король Нижней Бургундии (Прованса) в 879—887 годах; сын аббата Горца Бивина и Ришильды Арльской, дочери Бозона Древнего.

## Биография

### Происхождение
Бозон происходил из рода Бозонидов (или Бивинидов) и был сыном Бивина, аббата Горца. Его мать, Ришильда, была дочерью графа Арля Бозона Древнего (ум. 855). Её семья занимала заметное положение в королевстве Лотаря II. Сестра Ришильды Теутберга была женой Лотаря II.

### Правление

#### Начало возвышения
Своим возвышением Бозон обязан женитьбе короля Франции Карла II Лысого на его сестре Ришильде в 870 года. В январе 871 года Карл назначил Бозона графом Вьенна и Лиона вместо графа Жерара. В 872 году Карл назначил Бозона канцлером и magister ostiariorum своего наследника, Людовика, который с 866 года был королём Аквитании. Тогда же Бозон получает в управление графство Берри вместо графа Жерара Буржского.
В 875 году умер император Людовик II. Карл предъявил свои права на Итальянское королевство и титул императора и отправился в Италию. Бозон сопровождал его в этом путешествии вместе с младшим братом Ричардом. После коронации в Риме Карл назначил Бозона герцогом Италии и Прованса.
В феврале 876 года в Павии Карл перед возвращением во Францию, назначил Бозона вице-королём Италии. Кроме того, в марте того же года Карл женил Бозона на Ирменгарде, единственной дочери Людовика II.
В 877 году Бозон отправляется по призыву короля во Францию, передав герцогство Италия и герцогство Прованс своему брату Ричарду и Гуго, незаконному сыну короля Лотаря II. В том же году после смерти своего дяди Экхарда Бозон получил графства Шалон и Макон. В результате в его руках оказались почти целиком владения в долинах рек Роны и Соны (Прованс, графства Вьенн, Лион, Макон и Шалон). В этом же году умер Карл Лысый, которого сменил его сын Людовик Заика.
В мае 878 года Бозон и его жена Ирменгарда встретили в Арле, где правил двоюродный брат Бозона Тибо, папу римского Иоанна VIII, который решил укрыться во Франции от набега арабов в Италию. Бозон сопроводил папу в Труа, где был организован большой церковный собор, чтобы вынести решения о расстройствах в империи, а именно о мятеже Бернара Готского против Людовика Заики, а также о попытке незаконного сына Лотаря II Гуго восстановить королевство Лотарингия. По окончании собора папа попросил короля Людовика сопроводить его в Рим, обещая короновать его там императорской короной, но король отклонил это предложение вследствие своей болезни. В результате в Рим папу сопровождал Бозон, который заключил тайное соглашение о том, чтобы короноваться королём Италии. Но попытка коронации провалилась из-за возражений епископов и итальянской знати, после чего взбешённый неудачей Бозон вернулся в свои владения.
В 879 году умер король Людовик II Заика. Франция была поделена между его сыновьями: Людовик III получил Нейстрию, а Карломан II — Аквитанию и Бургундию. Граф Бозон стал одним из их советников. В том же году он ещё увеличил свои владения, получив от Тьерри Казначея графство Отён.

#### Король Бургундии

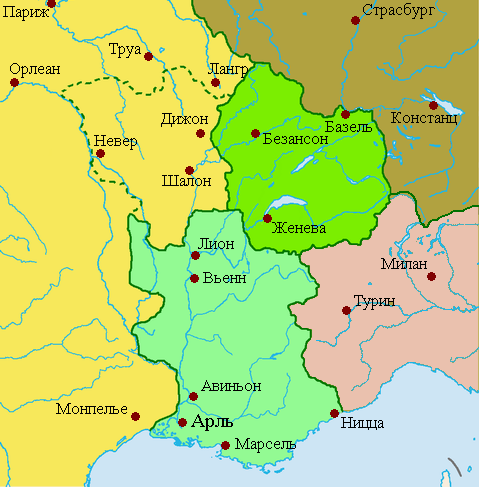
Бургундские государства в 925 году.
Королевство Нижняя Бургундия
Королевство Верхняя Бургундия
Западнофранкское королевство
Восточнофранкское королевство
Королевство Италия Пунктиром обозначена территория Бургундии, отошедшая в 843 г. к Западнофранкскому королевству (будущее герцогство Бургундия)

Смерть Людовика II серьёзно изменила ситуацию во Франции. Бургундская знать и духовенство были недовольны разделом королевства. Недовольные собрались 15 октября 879 года в замке Мантай (недалеко от Вьенна на Роне) на церковный собор, чтобы избрать королём человека, способного защищать церковь и страну. В результате королём выбрали Бозона, а в образованное Бургундское королевство вошли обширные владения Бозона (Прованс, Лион, Вьенн, Шалон, Макон, Отён), а также епархии шести архиепископов и семнадцати епископов, избравших Бозона (Экс, Арль, Отён, Авиньон, Бон, Безансон, Шалон, Дижон, Женева, Гренобль, Лангр, Лозанна, Лион, Макон, Марсель, Тарантез, Тоннер, Труа, Валанс, Вьенн). Фактически в состав государства Бозона вошла южная часть бывшего Королевства бургундов, а также Прованс.
Коронован Бозон был несколько дней спустя в Лионе архиепископом Орелианом, ставшим позже канцлером королевства. Столицей королевства стал Вьенн.
Папа Иоанн VIII, который раньше предлагал Бозону итальянскую корону с прицелом сделать его императором, не признал выборы нового короля, осудив Бозона как тирана и узурпатора. Однако с 879 года администрация королевства начала действовать, о чём свидетельствуют многочисленные акты относительно графств Шалон, Макон, Отён, Женева, Лион, Тарантез. В 880 году Бозон назначил аббата Жилона из Турнуса епископом Лангра.
Избрание Бозона королём привело к укреплению связей между каролингскими королями. Восточно-франкские короли Карл III Толстый и Людовик III Младший и западно-франкские Людовик III и Карломан II встретились в июне 880 года в Гондревиле на Мозеле в Лотарингии и договорились о совместных действиях против Бозона. При этом младший брат Бозона, Ричард Заступник, остался верен Каролингам и выступил против старшего брата.
В конце 880 года Отён, Безансон, Шалон, Макон и Лион были захвачены и перешли под контроль Каролингов, их армия осадила Вьенн. Бозон увёл большую часть своей армии в горы, оставив командовать обороной города жену. Вскоре Карл Толстый уехал в Италию, чтобы короноваться королём Италии, а Людовик III и Карломан II видя, что не могут взять город, сняли осаду и отступили. Бозон смог вернуться во Вьенн.
После избрания императором, Карл Толстый, объединившись с армией Карломана II, возобновил военные действия и в августе 882 года опять начал осаду Вьенна. Получив известие о смерти брата Людовика III, Карломан со своей армией отправился домой. Однако армия Карла и без помощи Карломана смогла взять город, который был ограблен и подожжён. Брат Бозона, Ричард Заступник, взял жену Бозона Ирменгарду вместе с детьми под свою  защиту и увёз их в Отён, в то время, как Бозон укрылся в Провансе.
После смерти Карломана II в 884 году королём Франции стал Карл Толстый. Он предложил Бозону признать его в качестве короля Прованса при условии того, что тот подчинится императору. Бозон принял это предложение.
Умер Бозон 11 января 887 года и был похоронен в соборе Сен-Морис в Вьенне. Император Карл признал малолетнего сына Бозона Людовика королём Нижней Бургундии, регентшей при этом стала вдова Бозона Ирменгарда, которой помогал его брат Ричард Заступник.

### Брак и дети
Жена: с марта 876 (Павия) Ирменгарда (ок.855 — ок. 22 июня 896), дочь императора Людовика II
- Вилла (ок. декабря 873 — после 14 июня 929); муж: ок. 888 Рудольф I (ок.870 — 25 октября 912), герцог Трансюранской Бургундии 876—888, король Верхней Бургундии 888—912, граф Осера 881—888. Некоторые историки считают Виллу дочерью не Ирменгарды, а неизвестной по имени первой жены Бозона, дочери графа Камерино Беренгара[3].
- Ангельберга (ок.877 — 917); 1-й муж: Карломан II (866 — 6 декабря 884), король Франции с 879; 2-й муж: Гильом I Благочестивый (ок.875 — 28 июня 918), граф Оверни с 886, граф Макона, герцог Аквитании с 893
- Ирменгарда (ок.880 — 935); муж: Манасия I Старый де Вержи (ок.860 — 918), граф Атье, Оксуа, Авалуа, Бона, Шалона, Десмуа, Ошере с 887, сеньор де Вержи с 893, граф Лангра с 894
- Людовик III Слепой (ок.880 — 28 июня 928), король Нижней Бургундии 887—928, король Италии 899—905, император Запада 900—905